# Lowry City
Lowry City è un comune degli Stati Uniti d'America, situato nello Stato del Missouri, nella contea di St. Clair.